# Kirsty Coventry
Pour les articles homonymes, voir Coventry (homonymie).
Kirsty Leigh Coventry, née le 16 septembre 1983 à Harare, est une championne olympique zimbabwéenne de natation, femme politique et dirigeante sportive.
Spécialiste des épreuves de dos crawlé et de quatre nages, elle a été championne olympique à deux reprises, aux Jeux olympiques d’Athènes puis de Pékin. En 2018, elle devient ministre de la Jeunesse et des Sports du Zimbabwe dans le gouvernement d'Emmerson Mnangagwa.
Le 20 mars 2025, elle est élue présidente du Comité international olympique pour succéder à Thomas Bach en juin 2025, Elle est la première femme et la première Africaine à occuper ce poste.
Elle découvre la compétition internationale à la fin des années 1990. Après une première participation aux Jeux olympiques en 2000 à Sydney, elle entame une progression constante la conduisant à devenir, quatre années plus tard, la première championne olympique individuelle de son pays. Elle confirme son nouveau statut en remportant plusieurs récompenses lors des championnats du monde, et notamment deux couronnes mondiales gagnées en 2005 à Montréal. Après des contre-performances en 2006 et 2007, Coventry bat le premier record du monde de sa carrière en février 2008. Quelques mois plus tard, aux Jeux olympiques d'été de 2008, elle conserve son titre olympique du 200 m dos et remporte trois autres médailles en argent. Pour sa performance aux Jeux olympiques de Pékin, le président du Zimbabwe Robert Mugabe lui a versé 100 000 $ américains. Elle a remis une portion de cet argent à des œuvres de charité. Le président du Comité olympique du Zimbabwe Paul Chingoka l'a décrite comme « notre trésor national » et le président Mugabe lui-même a affirmé qu'elle était « une fille en or ». 

## Biographie

### Origines et formation
Kirsty Coventry naît le 16 septembre 1983 à Harare au Zimbabwe. Ses parents, Rob et Lynn, dirigent une entreprise spécialisée dans la chimie industrielle (fabriquant des produits ménagers de nettoyage) non loin de la capitale administrative. Son grand-père ayant été président d'une association de natation, ses parents ayant pratiqué cette discipline et son oncle ayant déjà représenté le Zimbabwe en natation, Kirsty Coventry découvre très tôt l'environnement des sports aquatiques. Elle apprend ainsi à nager dès l’âge d’1 an et demi, et pratique la natation en club à partir de 6 ans.
Souvent interrogée à propos des crises économique et politique qui secouent le Zimbabwe depuis le début des années 2000, Kirsty Coventry préfère ne « pas mêler le sport et la politique » en particulier lorsque sont évoquées les discriminations envers les Blancs, communauté à laquelle sa famille appartient. Elle reconnaît néanmoins symboliser l'espoir d'un changement dans un pays qu'elle souhaite continuer à représenter malgré son départ pour les États-Unis en 2001[source insuffisante] où elle suit des études artistiques.

### Débuts sportifs
Kirsty Coventry participe pour la première fois aux Jeux du Commonwealth en 1998 à Kuala Lumpur, championnats lors desquels elle parvient en demi-finale du 200 mètres quatre nages. La nageuse obtient par la suite sa qualification pour les Jeux olympiques de 2000 qu'organiseront la ville de Sydney. Performante en dos crawlé, elle y atteint les demi-finales sur le 100 mètres dos, une performance jamais réalisée par une nageuse zimbabwéenne jusque-là. Sixième temps de sa demi-finale, elle n'obtient cependant pas son billet pour la finale. Alignée par ailleurs sur 50 et 100 mètres nage libre et 200 mètres quatre nages, elle ne parvient pas à passer le cap des séries éliminatoires. Dans un pays où le sport est peu développé, sa place de demi-finaliste lui permet d'être désignée sportive zimbabwéenne de l'année. La nageuse change d'environnement l'année suivante en allant étudier aux États-Unis, un pays offrant de meilleures conditions d'entraînement pour les sportifs de haut niveau. Étudiante à l'université d'Auburn dans l'Alabama, elle s'entraîne et nage pour le club omnisports des Tigres d'Auburn. Avec lui, elle s'illustre dans la Southeastern Conference (SEC) et lors des championnats NCAA en décrochant plusieurs podiums lors de la saison 2001-2002. À l'occasion des Jeux du Commonwealth de 2002 organisés à Manchester, la nageuse se distingue en remportant la médaille d'or sur l'épreuve du 200 mètres quatre nages en devançant l'Australienne Jennifer Reilly. Elle obtient en outre des places d'honneur sur les épreuves de dos crawlé.
Ses performances lui permettent de participer pour la première fois aux championnats du monde de natation en 2003 à Barcelone (Espagne). Engagée sur les épreuves de dos et en 4 nages, elle obtient son meilleur résultat sur le 200 mètres quatre nages où, neuvième temps des demi-finales, elle ne manque que d'une place la finale mondiale. Ne passant pas le cap des séries sur le 100 mètres dos, elle ne parvient pas non plus à s'extirper des demi-finales sur le 200 m dos et le 400 mètres 4 nages.

### D'Athènes à Montréal: le temps des consécrations

#### Les Jeux olympiques d'Athènes
Entre 2003 et 2004, la nageuse africaine prend une nouvelle dimension en signant notamment la meilleure performance mondiale de l'année en petit bassin sur 200 m dos (2 min 03 s 86). Réalisant ce temps lors des championnats NCAA, elle inflige à cette occasion l'unique défaite dans la carrière universitaire de l'Américaine Natalie Coughlin,, une nageuse déjà récompensé au niveau mondial. Avec son club des Tigres d'Auburn, elle remporte le titre NCAA deux années de suite en 2003 et 2004. Logiquement qualifiée pour participer une seconde fois aux Jeux olympiques, elle est la tête d'affiche de la délégation zimbabwéenne pour les Jeux d'Athènes organisés en août 2004. La nageuse y focalise son programme sur trois épreuves : le 100 m dos, le 200 m dos et le 200 m 4 nages. Elle entre dans la compétition sur le 100 mètres dos, épreuve dans laquelle elle s'emploie à battre le record d'Afrique dès les demi-finales pour obtenir sa qualification pour la finale. Septième temps global de ces demi-finales, elle nage la grande finale à la ligne d'eau numéro 1 alors que la favorite américaine, Natalie Coughlin, concourt à la ligne d'eau numéro 4. Après 50 mètres de course, la Zimbabwéenne bascule en troisième position derrière Coughlin et la Japonaise Reiko Nakamura. Passée avec un retard de plus de huit dixièmes sur l'Américaine, Coventry réalise la meilleure seconde partie de course parmi les huit concurrentes. À l'issue des 100 mètres, Coventry n'échoue qu'à 13 centièmes de Coughlin et devance la Française Laure Manaudou. La nageuse du Zimbabwe remporte ainsi sa première médaille olympique, un titre de vice-championne olympique. Quelques minutes plus tard, elle doit enchaîner sur la demi-finale du 200 mètres quatre nages. Quatrième temps sur seize nageuses, elle obtient son billet pour la finale programmée le lendemain. Lors de la course, distancée par les favorites Yana Klochkova et Amanda Beard, Coventry lutte avec la Hongroise Agnes Kovacs pour la médaille de bronze. Quatrième aux 150 mètres, elle dépasse cette dernière et obtient la médaille de bronze, record d'Afrique à la clé (2 min 12 s 72).
Déjà double médaillée, la Zimbabwéenne aborde l'épreuve pour laquelle elle a montré ses bonnes dispositions lors de l'année précédente en dominant les chronos mondiaux, le 200 mètres dos. Deuxième temps des demi-finales derrière la jeune russe Stanislava Komarova, Kirsty Coventry domine la course de bout en bout. Après les 200 mètres de course, elle devance la Russe d'une demi-seconde pour obtenir le premier titre olympique de sa carrière, la troisième récompense décrochée dans le bassin olympique d'Athènes.
Les temps réalisés pour obtenir ses trois médailles olympiques constituent chacun de nouveaux records d'Afrique. Par ailleurs, la nageuse apporte à son pays les trois premières médailles olympiques depuis le titre décroché par l'équipe féminine de hockey sur gazon en 1980 à Moscou, la première et unique récompense olympique du Zimbabwe jusqu'en 2004. Cela explique l'accueil triomphal que reçoit la nageuse à son retour à Harare, sa ville natale et capitale du Zimbabwe. Ces célébrations 
permettent en outre de rapprocher quelque peu les communautés noire et blanche, victimes toutes deux d'une grave crise alimentaire et, pour la seconde, de politiques discriminatoires sous le régime du président Robert Mugabe. Pourtant, ce dernier offre un chèque de 50 000 dollars américains ainsi qu'un passeport diplomatique à la sportive (la somme est reversée au Comité olympique zimbabwéen afin de soutenir les jeunes sportifs du pays).

#### Les Mondiaux de Montréal
Dans la première partie de l'année 2005, la nageuse africaine affirme sa domination sur ces épreuves de prédilection. Ainsi, aux championnats NCAA, elle gagne le 200 yards dos ainsi que les 200 et 400 yards 4 nages. Son club perd cependant le titre NCAA conquis cette saison par les Georgia Bulldogs. En juillet 2005, la Zimbabwéenne prend la direction de Montréal où se déroulent les championnats du monde. Alignée d'abord sur le 200 mètres quatre nages, épreuve dont elle est médaillée olympique, Coventry ne peut contester la domination de l'Américaine Katie Hoff et obtient donc la médaille d'argent. Le lendemain, la nageuse participe à la finale du 100 m dos mais ne peut surveiller ses principales concurrentes puisque nageant à la ligne d'eau numéro 1. Largement distancée après une longueur de bassin par la championne olympique Natalie Coughlin, la nageuse du Zimbabwe profite des difficultés de cette dernière lors de la seconde partie de course pour s'emparer du titre mondial. En 1 min 00 s 24, elle devance l'Allemande Antje Buschschulte et Coughlin, seulement troisième. La Zimbabwéenne, première championne du monde de natation de son pays, conquiert la première couronne mondiale de sa carrière. Quelques jours plus tard, elle signe un nouveau succès en remportant la médaille d'or sur le 200 m dos, épreuve dont elle est championne olympique. Elle devance à cette occasion la vice-championne du monde en titre, l'Américaine Margaret Hoelzer. Inscrite sur 400 m 4 nages, la Zimbabwéenne remporte une quatrième et dernière médaille en terminant seconde derrière Katie Hoff. Quadruple médaillée, la Zimbabwéenne est désignée meilleure nageuse de la compétition à l'instar de l'Australien Grant Hackett chez les hommes.

### 2006-2007, entre blessures et transition
Écartée des bassins internationaux pendant la saison 2006 à cause d'une blessure à un genou, Coventry ne peut conserver ses titres acquis aux États-Unis. Aussi, pour son retour à la compétition lors des Mondiaux 2007 organisés à Melbourne, Kirsty Coventry pense déjà au rendez-vous olympique de 2008 et ne fait pas de l'événement mondial un objectif primordial. Elle est ainsi prématurément éliminée lors des demi-finales du 100 m dos et est disqualifiée lors des séries du 400 m 4 nages. Ne pouvant défendre sa couronne mondiale sur le 100 m dos, elle voit l'Américaine Natalie Coughlin s'en emparer avec un nouveau record du monde à la clé. La nageuse zimbabwéenne parvient tout de même à décrocher deux médailles d'argent lors de ce rendez-vous : sur 200 m dos tout d'abord, battue par l'Américaine Margaret Hoelzer ; et sur 200 m 4 nages, battue par l'Américaine Katie Hoff.

### 2008, année de succès

#### Préparation olympique
L'année 2008 voit Kirsty Coventry battre le premier record du monde de sa carrière, ce à quelques mois des Jeux olympiques d'été de 2008. Équipée de la nouvelle combinaison Speedo LZR Racer, Coventry s'approprie en effet le 16 février 2008 du meilleur chrono de l'histoire sur l'épreuve du 200 mètres dos en grand bassin lors d'une réunion organisée à Columbia (Missouri). Nageant les quatre longueurs de bassin en 2 min 06 s 39, elle efface la précédente marque que détenait la Hongroise Krisztina Egerszegi depuis 1991 en 2 min 06 s 62. La Zimbabwéenne améliore à cette occasion le second plus vieux record du monde de la natation, hommes et femmes confondus. Ce record est établi dans les nouvelles conditions olympiques, c'est-à-dire dans une finale se déroulant en matinée, ce que Coventry découvrait lors de cette réunion. En progression constante depuis l'année précédente, elle avait déjà approché le record d'Egerszegi en août 2007 à Narashino en échouant à deux dixièmes du temps de cette dernière. Lors de cette réunion de Narashino, Coventry devenait par ailleurs la troisième femme à descendre sous la minute sur l'épreuve du 100 mètres dos. En 59 s 85, elle s'intercalait entre la détentrice du record du monde et championne du monde, l'Américaine Natalie Coughlin, et la Française Laure Manaudou championne d'Europe. La championne olympique du 200 m dos y améliorait également son meilleur chrono sur 400 mètres quatre nages. Sur cette dernière distance, la nageuse établit le troisième temps de l'histoire lors des All-American Long Course Championships disputés en mars 2008 à Austin. En avance sur le record du monde de Katie Hoff après 200 mètres de course, elle réalise finalement 4 min 34 s 25, à environ une seconde et demie du record de l'Américaine. Le même jour, elle améliore son meilleur temps sur 100 m dos en 59 s 42 (son précédent record datait d'août 2007 lors de la réunion de Columbia en 59 s 47).
En avril, la nageuse africaine dispute pour la première fois les championnats du monde en petit bassin qu'organisent la ville anglaise de Manchester. Inscrite sur six épreuves, Kirsty Coventry remporte cinq médailles dont quatre en or (victoires sur 100 et 200 m dos, sur 200 et 400 m quatre nages, troisième sur 100 m quatre nages). De plus, la nageuse la plus en vue de ces championnats bat trois records du monde dont le plus ancien record planétaire en bassin de 25 m, celui du 200 m 4 nages. De même, la nouvelle nageuse la plus rapide de l'histoire sur 200 m dos et 400 m 4 nages permet à son pays de figurer au quatrième rang final au tableau des médailles.

#### Jeux olympiques de Pékin
L'événement majeur de l'année 2008 se déroule en août à Pékin où se tiennent les Jeux olympiques. Kirsty Coventry s'y aligne dans quatre épreuves individuelles : le 100 m dos, le 200 m dos, le 200 m 4 nages et les 400 m 4 nages. C'est cette dernière épreuve qui se présente en premier dans le programme de la nageuse. Coventry se qualifie de justesse pour la finale avec le 7e temps des séries. La finale qui a lieu le lendemain des séries se résume être un duel avec l'Australienne Stephanie Rice, la détentrice du record du monde Katie Hoff occupant la troisième presque tout au long de la course. Face à Rice, Coventry n'est en tête qu'à l'issue du parcours de dos, sa spécialité, aux 200 m de course. La seconde moitié de la course est dominée par l'Australienne qui remporte l'or en s'octroyant le record du monde tandis que la Zimbabwéenne termine à 44 centièmes de seconde, en 4 min 29 s 89, nouveau record d'Afrique en dessous de l'ancien temps de référence mondial. Médaillée d'argent sur cette course, Coventry enchaîne dans la soirée par les séries du 100 m dos suivie le lendemain par les demi-finales. Par deux fois, la nageuse réalise le meilleur temps tout d'abord en 59 s 00, nouveau record d'Afrique, puis en 58 s 77, nouveau record du monde. En finale, elle ne parvient toutefois pas à nager aussi rapidement contrairement à l'Américaine Natalie Coughlin qui s'impose en 58 s 96 ; Coventry finit deuxième en 59 s 19 et récolte une deuxième médaille d'argent. Une heure après cette finale, Kirsty Coventry participe aux demi-finales du 200 m 4 nages dans lesquelles elle réalise le meilleur temps en 2 min 09 s 53 – record d'Afrique et record olympique – avec une seconde d'avance sur l'Australienne Rice. En finale le lendemain, Kirsty Coventry profite du parcours de dos pour nager en tête, une place qu'elle occupe toujours à l'issue du parcours en brasse à une longueur de bassin de l'arrivée. Mais Stephanie Rice, alors deuxième à quelques centièmes de seconde, inverse l'écart à son avantage pour gagner une nouvelle médaille d'or tout en réalisant un nouveau record du monde. Coventry, devancée 14 centièmes de seconde, améliore son record continental de près d'une seconde mais doit une nouvelle fois se contenter de la médaille d'argent. Bien que satisfaite par ces trois titres de vice-championne olympique, Kirsty Coventry reconnaît une part de déception et affirme vouloir tout donner pour remporter un titre lors du 200 m dos qui représente sa meilleure chance, une épreuve dont elle détient le titre olympique et un ancien record du monde. Dès les séries, la nageuse bat le record olympique avant de réaliser un temps égal lors des demi-finales, le meilleur des huit sportives qualifiées pour la finale qui a lieu une semaine après la première sortie dans le Cube d'eau de la nageuse du Zimbabwe. Bien que restée en retrait en séries et en demi-finale, la principale concurrente de Coventry est l'Américaine Margaret Hoelzer puisque nouvelle détentrice du record du monde depuis les US Trials. Lors de la course, après une longueur de bassin, Coventry devance Hoelzer de quelques dixièmes de secondes, un avantage qui croît à plus d'une seconde aux 150 m. Malgré un léger retour, Hoelzer ne revient pas à revenir sur Coventry qui conserve près d'une seconde d'avance et son titre olympique tout en battant le record du monde en 2 min 05 s 24.

#### Retour au pays
À la fin du mois d'août 2008, Kirsty Coventry revient brièvement au Zimbabwe avec ses quatre nouvelles médailles olympiques. Reçue en grande pompe par le président Robert Mugabe, elle se voit offrir un chèque de 100 000 dollars américains,. Durant la cérémonie, diffusée dans les médias d'État, Mugabe prononce un discours dans lequel il désigne notamment la nageuse comme une « fille du Zimbabwe ». Dans un pays où la politique présidentielle des dernières années à l'égard des Blancs consiste davantage en l'expropriation des fermiers, ces mots et la somme d'argent versée à la citoyenne blanche apparaissent comme un fait exceptionnel pour des observateurs étrangers. Quelques jours plus tard, les médias locaux affirment que la sportive a fait don de la plupart de la somme versée par le président à des associations caritatives ou des établissements scolaires.
À la fin de l'année, Kirsty Coventry est désignée pour la quatrième fois de sa carrière nageuse africaine de l'année par le Swimming World. Elle termine par ailleurs au deuxième rang du classement mondial féminin toujours réalisé par le mensuel américain. Elle est désignée porte-drapeau de la délégation sportive du Zimbabwe aux Jeux olympiques d'été de 2016.

## Comité international olympique
Le 11 août 2012, elle est élue par ses pairs membre du Comité international olympique, pour une durée de huit ans, les trois autres élus lors de cette session étant la Slovaque Danka Barteková, le Français Tony Estanguet, et l'Australien James Tomkins,.
Le 20 mars 2025, elle est élue présidente du CIO dès le premier tour du scrutin,. Elle devient la première femme et la première Africaine à occuper ce poste. Elle doit succéder à Thomas Bach le 23 juin suivant. La vision de Kirsty Coventry est de restaurer les Jeux olympiques comme un symbole d'inclusivité et d'unité, en garantissant que les Jeux soient véritablement accessibles à tous, et ce quel que soit leur milieu social ou leur lieu de naissance. Son engagement à utiliser le sport comme un puissant outil de connexion universelle marque un moment crucial dans l'histoire de l'organisation. Face aux défis récents, notamment les débats sur la participation de certains athlètes et les tensions géopolitiques, les projets de Coventry visant à autonomiser les athlètes et à promouvoir l'égalité sociale sont prêts à redynamiser l'esprit olympique.

## Ministre de la Jeunesse et des Sports
En septembre 2018, Coventry est nommée ministre de la Jeunesse, des Sports, des Arts et des Loisirs dans le gouvernement du Zimbabwe dirigé par le président Emmerson Mnangagwa.
Son rôle de ministre a été critiqué par la communauté artistique et d'autres personnes en raison de son inaction perçue et de son manque de soutien.
Coventry a été accusée d'avoir reçu une mauvaise attribution de terres agricoles par Robert Zhuwao, neveu de l'ancien président Robert Mugabe, mais a été innocentée après qu'il a été révélé au tribunal qu'elle avait reçu une subdivision complètement différente de la ferme en question et que Zhuwao avait abandonné sa subdivision sans rapport.

## Palmarès
Les tableaux suivants détaillent le palmarès international de Kirsty Coventry. Pour ces statistiques, l'indication « RM » signifie record du monde, « RA » record d'Afrique, « RC » record des championnats.

### Jeux olympiques
| Épreuve / Édition | Sydney 2000                           | Athènes 2004            | Pékin 2008              |
| ----------------- | ------------------------------------- | ----------------------- | ----------------------- |
| 50 m nage libre   | Séries - 36e temps 26 s 58            | -                       | -                       |
| 100 m nage libre  | Séries - 30e temps 57 s 47            | -                       | -                       |
| 100 m dos         | 1/2 finales - 12e temps 1 min 02 s 54 | Argent 1 min 00 s 50 RA | Argent 59 s 19          |
| 200 m dos         | -                                     | Or 2 min 09 s 19 RA     | Or 2 min 05 s 24 RM     |
| 200 m 4 nages     | Séries - 18e temps 2 min 17 s 73      | Bronze 2 min 12 s 72 RA | Argent 2 min 08 s 59 RA |
| 400 m 4 nages     | -                                     | -                       | Argent 4 min 29 s 89 RA |

### Championnats du monde
| Épreuve / Édition | Grand bassin           | Grand bassin           | Grand bassin           | Grand bassin           |                       | Petit bassin |
| ----------------- | ---------------------- | ---------------------- | ---------------------- | ---------------------- | --------------------- | ------------ |
| Épreuve / Édition | Barcelone 2003         | Montréal 2005          | Melbourne 2007         | Rome 2009              | Manchester 2008       |              |
| 50 m dos          | —                      | —                      | —                      | —                      | 5e 26 s 85            |              |
| 100 m dos         | 19e                    | Or 1 min 00 s 24       | —                      | 8e 59 s 74             | Or 57 s 10 – RC       |              |
| 200 m dos         | 14e                    | Or 2 min 08 s 52       | Argent 2 min 07 s 54   | Or 2 min 04 s 81 – RM  | Or 2 min 00 s 91 – RM |              |
| 100 m 4 nages     | Épreuve non programmée | Épreuve non programmée | Épreuve non programmée | Épreuve non programmée | Bronze 59 s 77        |              |
| 200 m 4 nages     | 9e                     | Argent 2 min 11 s 13   | Argent 2 min 10 s 76   | 4e 2 min 08 s 94       | Or 2 min 06 s 13 – RM |              |
| 400 m 4 nages     | 14e                    | Argent 4 min 39 s 72   | —                      | Argent 4 min 32 s 12   | Or 4 min 26 s 52 – RM |              |

### Jeux africains
| Épreuve / Édition            | Johannesbourg 1999   | Alger 2007           | Maputo 2011          | Brazzaville 2015    |
| ---------------------------- | -------------------- | -------------------- | -------------------- | ------------------- |
| 50 m nage libre              | Bronze 26 s 72       | Or 26 s 19           | -                    | -                   |
| 800 m nage libre             | -                    | Or 8 min 43 s 89     | -                    | -                   |
| 50 m dos                     | -                    | Or 28 s 89           | -                    | -                   |
| 100 m dos                    | Argent 1 min 05 s 29 | Or 1 min 1 s 28      | Or 1 min 00 s 86     | Or 1 min 01 s 15    |
| 200 m dos                    | -                    | Or 2 min 10 s 66     | Or 2 min 12 s 40     | Or 2 min 13 s 29    |
| 100 m brasse                 | -                    | Argent 1 min 11 s 86 | -                    | -                   |
| 100 m papillon               | -                    | -                    | Argent 1 min 2 s 20  | -                   |
| 200 m 4 nages                | Argent 2 min 23 s 42 | Or 2 min 13 s 2      | Or 2 min 13 s 70     | Or 2 min 16 s 05    |
| 400 m 4 nages                | -                    | Or 4 min 39 s 91     | Or 4 min 44 s 34     | -                   |
| 4 x 100 m nage libre         | Or 3 min 53 s 45     | -                    | Argent 3 min 57 s 81 | -                   |
| 4 x 200 m nage libre         | -                    | Argent 8 min 38 s 20 | Argent 8 min 42 s 23 | -                   |
| 4 x 100 m quatre nages       | -                    | Argent 4 min 21 s 60 | Argent 4 min 24 s 01 | -                   |
| 4 x 100 m quatre nages mixte | -                    | -                    | -                    | Bronze 4 min 0 s 78 |

### Jeux du Commonwealth
| Épreuve / Édition | Kuala Lumpur 1998 | Manchester 2002  |
| ----------------- | ----------------- | ---------------- |
| 50 m dos          | -                 | 7e 29 s 51       |
| 100 m dos         | -                 | 5e 1 min 02 s 54 |
| 200 m dos         | -                 | 5e 2 min 12 s 47 |
| 200 m 4 nages     | 7e 2 min 19 s 56  | Or 2 min 14 s 53 |

## Distinctions et records

### Records personnels
Ces tableaux détaillent les records personnels de Kirsty Coventry en grand et petit bassin à l'issue des Jeux olympiques d'été de 2008. L'indication RM signifie que le record personnel de la Zimbabwéenne constitue l'actuel record du monde de la discipline, RO l'actuel record olympique, RC l'actuel record des championnats.
| Épreuve       | Temps                   | Compétition                                  | Lieu         | Date       |
| ------------- | ----------------------- | -------------------------------------------- | ------------ | ---------- |
| 100 m dos     | 58 s 77 – RM - RO       | Jeux olympiques d'été de 2008 (demi-finales) | Pékin, Chine | 11/08/2008 |
| 200 m dos     | 2 min 04 s 81 – RM – RO | Championnats du monde 2009                   | Rome, Italie | 01/08/2009 |
| 200 m 4 nages | 2 min 08 s 59           | Jeux olympiques d'été de 2008                | Pékin, Chine | 13/08/2008 |
| 400 m 4 nages | 4 min 29 s 89 – RC      | Jeux olympiques d'été de 2008                | Pékin, Chine | 10/08/2008 |

| Épreuve       | Temps              | Compétition                                | Lieu                    | Date       |
| ------------- | ------------------ | ------------------------------------------ | ----------------------- | ---------- |
| 100 m dos     | 57 s 10 – RC       | Championnats du monde en petit bassin 2008 | Manchester, Royaume-Uni | 10/04/2008 |
| 200 m dos     | 2 min 00 s 91 – RM | Championnats du monde en petit bassin 2008 | Manchester, Royaume-Uni | 11/04/2008 |
| 200 m 4 nages | 2 min 06 s 13 – RM | Championnats du monde en petit bassin 2008 | Manchester, Royaume-Uni | 12/04/2008 |
| 400 m 4 nages | 4 min 26 s 52      | Championnats du monde en petit bassin 2008 | Manchester, Royaume-Uni | 09/04/2008 |

### Records du monde battus
| Épreuve                       | Temps         | Compétition                                | Lieu                    | Date       |
| ----------------------------- | ------------- | ------------------------------------------ | ----------------------- | ---------- |
| 100 m dos en grand bassin     | 58 s 77       | Jeux olympiques de 2008 (demi-finales)     | Pékin, Chine            | 11/08/2008 |
| 200 m dos en grand bassin     | 2 min 06 s 39 | Grand Prix du Missouri                     | Columbia, États-Unis    | 16/02/2008 |
| 200 m dos en grand bassin     | 2 min 05 s 24 | Jeux olympiques de 2008                    | Pékin, Chine            | 16/08/2008 |
| 200 m dos en grand bassin     | 2 min 04 s 81 | Championnats du monde 2009                 | Rome, Italie            | 01/08/2009 |
| 200 m dos en petit bassin     | 2 min 00 s 91 | Championnats du monde en petit bassin 2008 | Manchester, Royaume-Uni | 11/04/2008 |
| 200 m 4 nages en petit bassin | 2 min 06 s 13 | Championnats du monde en petit bassin 2008 | Manchester, Royaume-Uni | 12/04/2008 |
| 400 m 4 nages en petit bassin | 4 min 26 s 52 | Championnats du monde en petit bassin 2008 | Manchester, Royaume-Uni | 09/04/2008 |

### Distinctions
- Nageuse africaine de l'année en 2004, 2005, 2007 et 2008 (désignée par le Swimming World Magazine).
- Meilleure nageuse des Championnats du monde de natation 2005 avec l'Australien Grant Hackett.